# Lauter-Bernsbach
Lauter-Bernsbach ist eine Stadt im sächsischen Erzgebirgskreis, die am 1. Januar 2013 durch die Fusion der Stadt Lauter/Sa. mit der Gemeinde Bernsbach gebildet wurde.

## Geographie

### Geographische Lage

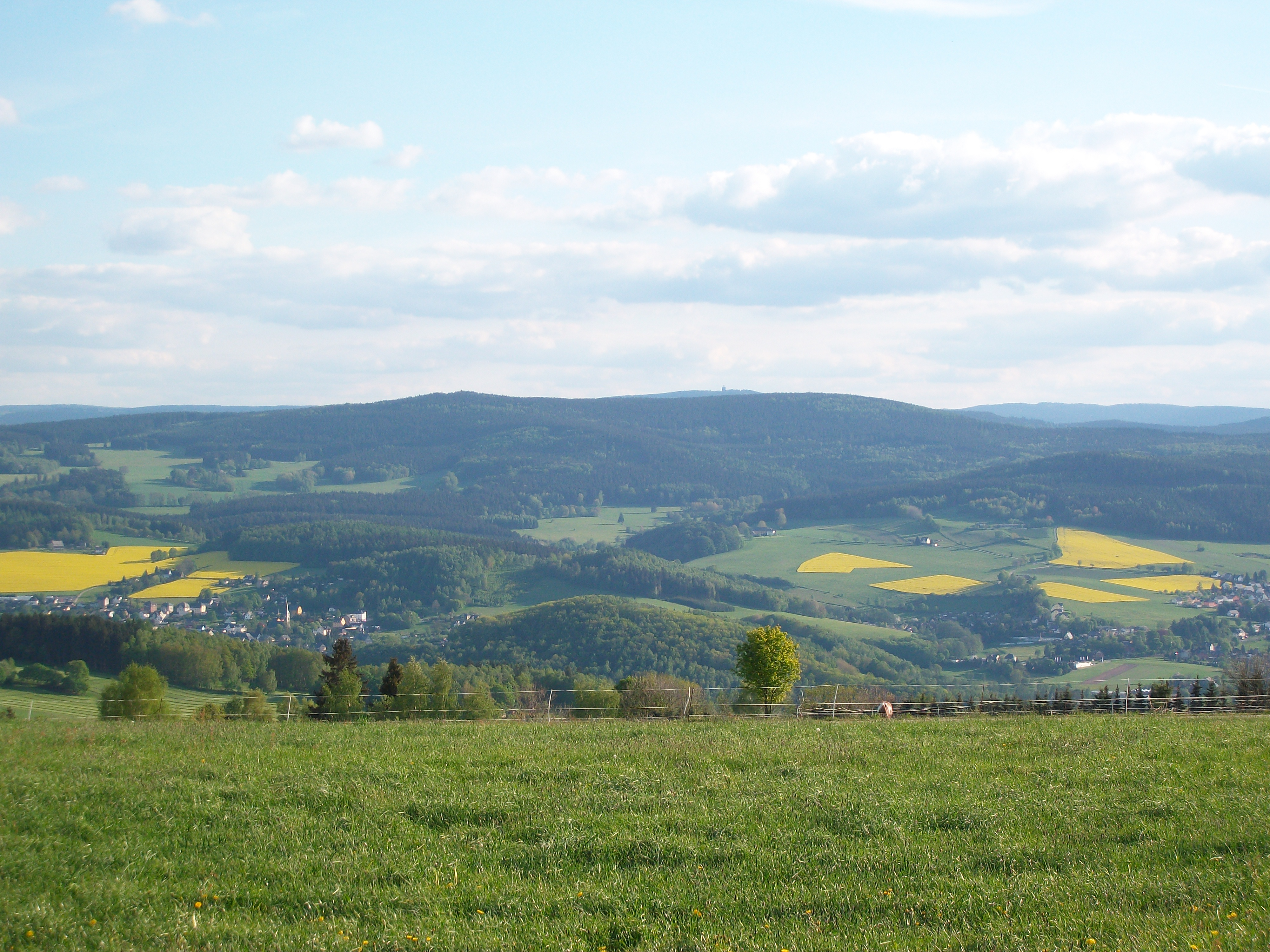
Blick von Bernsbach zu Morgenleithe (links) und Auersberg (rechts)

Die Stadt Lauter-Bernsbach liegt im Westerzgebirge im Schwarzwassertal auf einer Höhe von 480–580 Metern. Die beiden ursprünglich als Waldhufendörfer angelegten Ortsteile Lauter und Bernsbach liegen in zwei Seitentälern, die zu den höchsten Erhebungen Morgenleithe und Spiegelwald hinaufführen. Durch die Stadt führt die Bundesstraße 101 als Silberstraße und durch den südwestlichen Stadtteil die Staatsstraße S 228. Lauter-Bernsbach ist mit einem Bahnhof an die Regionalbahn-Verbindung Zwickau–Johanngeorgenstadt der Erzgebirgsbahn – die sich aus den Teilstrecken Zwickau–Schwarzenberg und Schwarzenberg–Johanngeorgenstadt zusammensetzt – angeschlossen.

### Stadtgliederung und Nachbargemeinden
Die Stadt Lauter-Bernsbach besteht aus den Ortsteilen Lauter, Bernsbach und Oberpfannenstiel. In der Stadt leben 9018 Einwohner auf einer Fläche von etwa 30 km².
| Stadt Aue-Bad Schlema | Stadt Lößnitz                               |                             |
| Gemeinde Bockau       | Kompassrose, die auf Nachbargemeinden zeigt | Stadt Grünhain-Beierfeld    |
|                       |                                             | Stadt Schwarzenberg/Erzgeb. |

## Geschichte
In einem Bürgerentscheid, indem die Frage gestellt wurde, ob ein Zusammenschluss mit Grünhain-Beierfeld oder Lauter anzustreben sei, entschieden sich die Bürger der Gemeinde Bernsbach am 26. Juni 2011 mit mehr als zwei Drittel Zustimmung für Lauter. Die Fusionsvereinbarung wurde am 23. August 2012 geschlossen und der Zusammenschluss am 1. Januar 2013 vollzogen. Dabei wurde das seit 1962 bestehende Stadtrecht von Lauter auf die neubegründete Stadt Lauter-Bernsbach übertragen.

## Politik
- Linke: 2
- FWV: 6
- CDU: 4
- AfD: 6

### Stadtrat
Seit der Stadtratswahl am 9. Juni 2024 sind im Stadtrat vier Gruppierungen vertreten:
- Freie Wähler Stadt Lauter-Bernsbach: 6 Sitze
- AfD: 6 Sitze
- CDU: 4 Sitze
- Linke: 2 Sitze

| Liste                                     | 2024   | 2024   | 2019   | 2019   | 2014   | 2014   |
| Liste                                     | Sitze  | in %   | Sitze  | in %   | Sitze  | in %   |
| ----------------------------------------- | ------ | ------ | ------ | ------ | ------ | ------ |
| Freie Wähler Vereinigung Lauter-Bernsbach | 6      | 35,9   | 8      | 35,3   | 3      | 15,6   |
| AfD                                       | 6      | 33,1   | 5      | 22,2   | –      | –      |
| CDU                                       | 4      | 21,8   | 6      | 25,6   | 8      | 36,2   |
| Linke                                     | 2      | 9,3    | 3      | 16,9   | 6      | 25,0   |
| FWiB                                      | –      | –      | –      | –      | 4      | 17,0   |
| SPD                                       | –      | –      | –      | –      | 1      | 5,0    |
| FDP                                       | –      | –      | –      | –      | –      | 1,2    |
| Wahlbeteiligung                           | 70,7 % | 70,7 % | 62,7 % | 62,7 % | 47,1 % | 47,1 % |

### Bürgermeister
In der ersten Sitzung des Stadtrats wurde am 10. Januar 2013 der bisherige Bürgermeister von Lauter, Thomas Kunzmann (Freie Wähler) zum Amtsverweser der neu begründeten Stadt bestimmt. Bei der Wahl des Bürgermeisters am 14. April 2013 konnte sich Kunzmann mit 81,17 % der Stimmen gegen seine drei Mitbewerber durchsetzen.
| Wahl        | Bürgermeister   | Vorschlag | Wahlergebnis (in %) |
| ----------- | --------------- | --------- | ------------------- |
| 2020        | Thomas Kunzmann | FWiB      | 99,0                |
| 2013        | Thomas Kunzmann | FWV       | 81,2                |
| Neugründung |                 |           |                     |

### Wappen
Blasonierung: „In Silber mit einem roten Kugelbord auf schwebendem, mit silberner Wellenleiste belegten grünen Boden vorn linkshin schreitender aufgerichteter schwarzer Bär mit roter ausgeschlagener Zunge und roten Zähnen, die Vordertatzen erhoben, hinten eine wachsende grüne Tanne mit schwarzem Stamm.“
Das Wappen wurde 2012 vom Kommunalheraldiker Jörg Mantzsch gestaltet und nach Beschluss des Stadtrates vom 10. Januar 2013 ins Genehmigungsverfahren geführt. Seine Symbolik bezieht sich auf die Ortswappen von Lauter/Sa. und Bernsbach (letzteres wurde ungenehmigt geführt).
Die Farben der Stadt sind: Grün-Weiß.

### Flagge
Die Stadtflagge wird wie folgt beschrieben: „Zwei gleich breite Quer-/Längsstreifen in den Farben Grün-Weiß mit in der Mitte aufgelegtem Stadtwappen.“

## Verkehr
Durch den Stadtteil Lauter führt die Bundesstraße 101. Er hat einen Haltepunkt an der Bahnstrecke Schwarzenberg-Zwickau. Der Stadtteil Bernsbach hatte zwischen 1900 und 1947 einen Bahnhof an der Bahnstrecke Zwönitz–Scheibenberg.

## Bildung

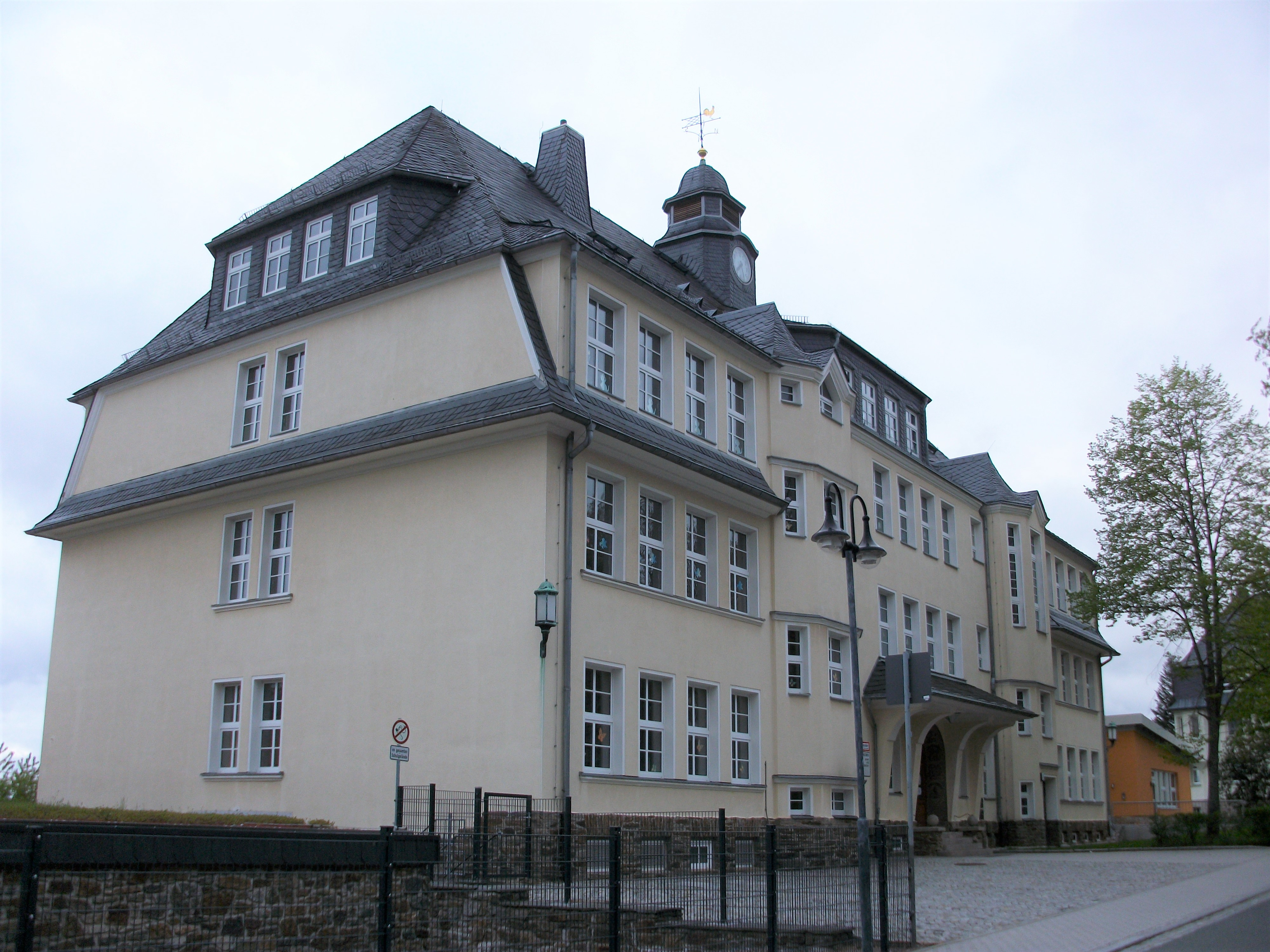
Hugo-Ament-Grundschule (Bernsbach)

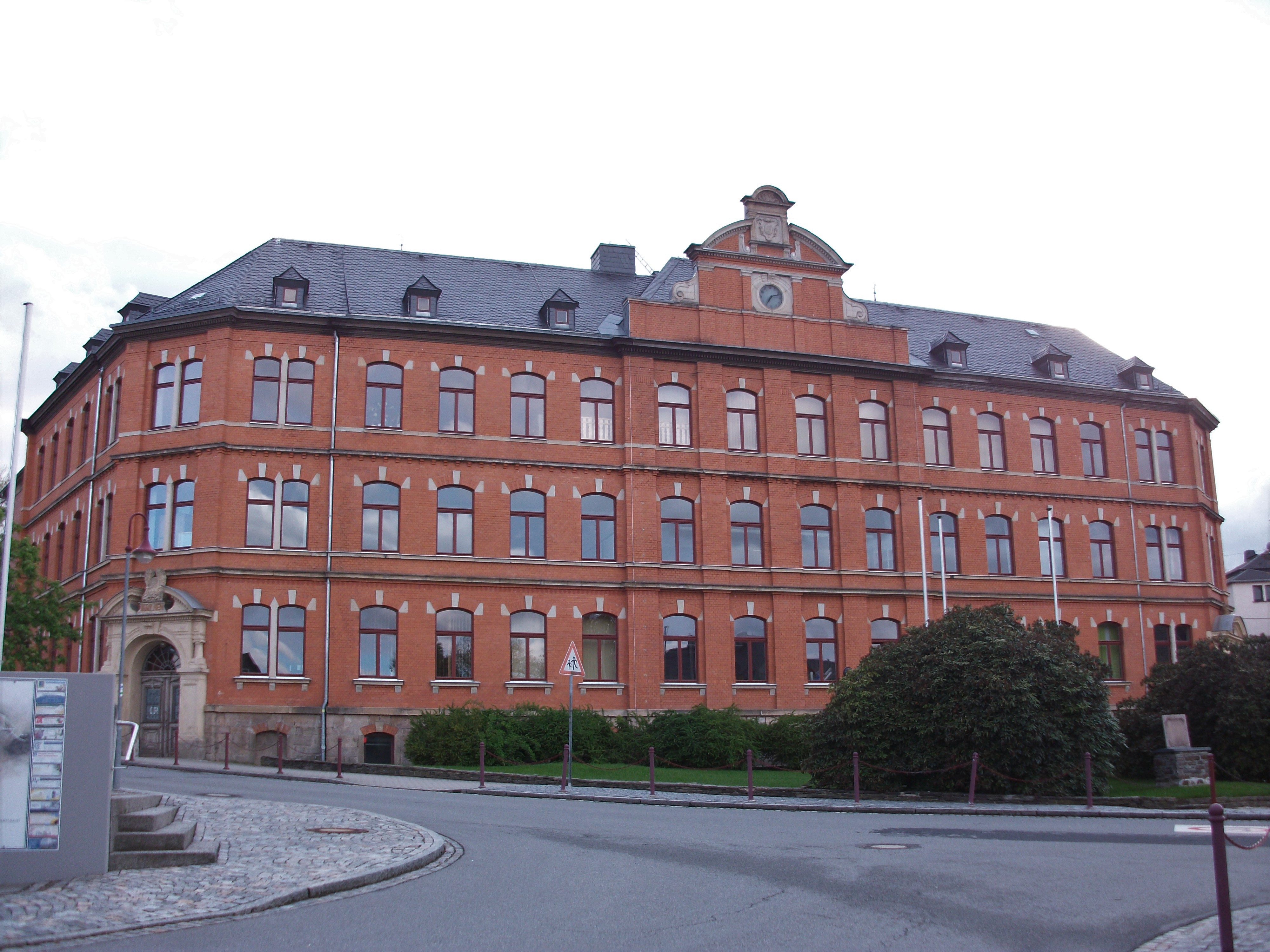
Heinrich-Heine-Oberschule (Lauter)

- In Bernsbach befindet sich die Hugo-Ament-Grundschule.
- In Lauter befindet sich die Heinrich-Heine-Oberschule.

## Kultur und Sport
Unter anderem findet seit 1995 einmal jährlich das Lauterer Vugelbeerfast zwischen Marktplatz und Lautergold-Firmengelände statt. Außer dem Hauptsujet, der Vogelbeere, um die sich alles dreht, sind weitere Attraktionen zu erwarten wie ein Ballonflugwettbewerb. Auch Vertreter anderer Nachbarstädte und Gemeinden nehmen aktiv daran teil.

## Sehenswürdigkeiten

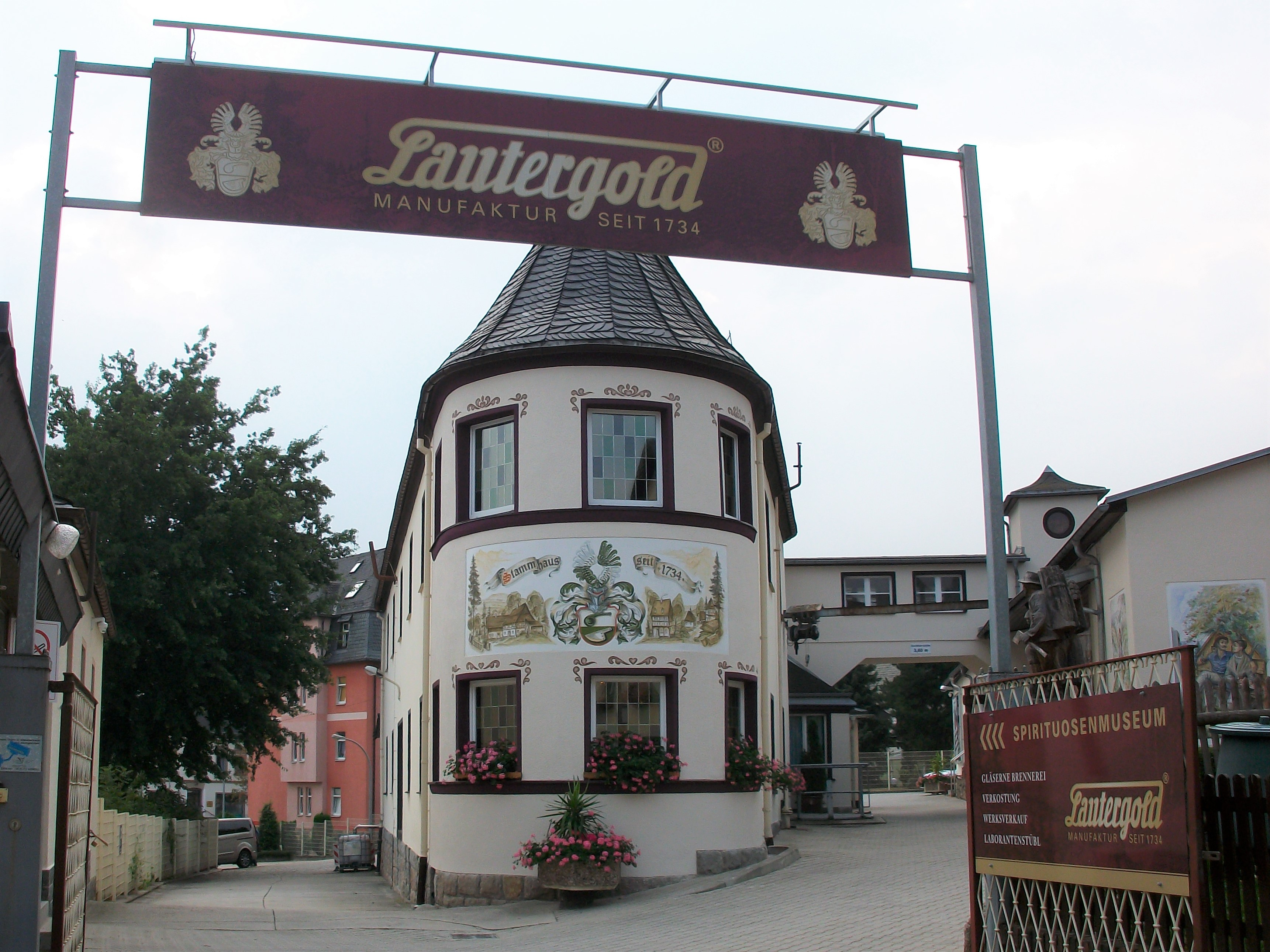
Lautergold Spirituosenfabrik

- Bei Bernsbach befindet sich der Spiegelwald mit dem König-Albert-Turm, in Lauter die Morgenleithe, welche ebenfalls einen Aussichtsturm besitzt. Von beiden Bergen hat man eine gute Aussicht auf das westliche Erzgebirge.
- siehe auch: Liste der Kulturdenkmale in Lauter-Bernsbach

### Naturschutz
- Siehe auch: Liste der Naturdenkmale in Lauter-Bernsbach

## Persönlichkeiten
- Friedrich Eduard Colditz (1806–1872), evangelischer Theologe und Autor